# Ultraman Leo
Ultraman Leo (ウルトラマンレオ, Urutoraman Reo) è una serie televisiva tokusatsu.

## Retroscena della creazione
Intorno al 1973, le valutazioni erano in calo, e come Tsuburaya Productions sentiva Ultraman Ace era troppo buio, a volte, hanno preso un approccio più leggero con Ultraman Taro per compiacere i bambini. Questo ha fallito, perché questa mossa ha perso ancora di più vista dai vecchi fan. Questo ha portato Tsuburaya per creare Ultraman Leo, che aveva un tema più scuro di Taro, al fine di riportare i tifosi più anziani che erano invisi la natura infantile di Taro. Purtroppo, questa mossa ha perso molti dei fan più giovani, portando ad i feedback più bassi della serie televisive de Ultra è attualmente visto. Per questo motivo, si ritiene Ultraman Leo era considerato un fallimento commerciale, ma ora è considerato un classico.

## Trama
Ultraman Leo proviene da Nebula L77 (Leo costellazione), e prende la forma umana del Gen Otori. Ultraseven appare per combattere un nuovo nemico, Alien Magma e i suoi due "animali da compagnia", il rosso e nero Gillas. In ultima analisi, Ultraseven è molto sopraffatto e la sua gamba è graficamente rotto da Nero Gillas. Ultraman Leo allontana i nemici, ma Ultraseven si limita alla sua forma umana a causa delle sue ferite e causa della Ultraeye essere danneggiato quando ha tentato di trasformare. Dan poi mantiene il suo ruolo di capitano di MAC (mostro attacco Crew). Gen è un insegnante di ginnastica sul lato e si unisce MAC per difendere la Terra. Gen e Dan si allenano regolarmente insieme, permettendo Ultraman Leo di imparare molte mosse in forma umana. Nell'episodio 34, Dan chiede a Jack Ultraman per prendere il Ultraeye torna a M78 da ristrutturare, mentre lui guarisce sulla Terra. Tuttavia, in Episodio 40 MAC viene distrutto da Silver Bloom, un mostro piattino che appartiene al comandante nero. Durante l'attacco Dan chiede a Leo per mantenere la difesa della terra e scompare nella conflagrazione. Si è poi dimostrato che è stato portato di nuovo al M78 di essere completamente guarito e ristabilito come Ultraseven. Gen è ora disoccupato e trascorre la maggior parte del suo tempo la formazione dei bambini per difendersi e difendere la Terra come Ultraman Leo. Comandante in bianco e bunyo alieno cattura Gen quando non può trasformare completamente. Gen Leo viene poi smembrata, solo per essere riportato in vita da Ultraman King. Leo si troverebbe ad affrontare mostro finale di Nero, Nero End, con i bambini ha addestrato, l'ultimo dei quali uccidono nero, e la mano la sfera utilizzato per controllare estremità nera a Leo. Terminare la sua missione, Gen toglie il Leo Anello e parte in tour Terra, la sua "seconda casa".

## Membri del Mac
Mostro Attaccare Crew (MAC) è uno dei più radicalmente diversi team di supporto Ultra. Come accennato in precedenza, il capitano è Dan Moroboshi, che è Ultraseven privato della sua capacità di trasformare. MAC ha anche un abbonamento che scorre. I membri vengono uccisi e sostituiti con una rapidità spaventosa. Per coronare il tutto, MAC viene annientato mid-series (episodio 40). Ci sono basi in orbita sopra Nord e Sud America, Africa, Nord Europa, e Giappone. Questo è in aggiunta a numerose basi terrestri pure.